# The Croods (joc video)
The Croods este un joc video bazat pe filmul de la DreamWorks Animation Familia Crood. Jocul a fost dezvoltat de Rovio Entertainment și a fost lansat pe 14 martie 2013.